# Lago Auasa
Il lago Auasa (in amarico አዋሳ ሐይቅ, ʾÄwasa ḥäyəḳə) è un bacino endoreico nella regione di Sidama in Etiopia, situato nella spaccatura etiope principale a sud di Addis Abeba.

## Descrizione
Secondo lo Statistical Abstract of Ethiopia, il lago è lungo 16 km e largo 9 km, con una superficie di 129 chilometri quadrati. Ha una profondità massima di 10 metri e si trova ad un'altitudine di 1.708 metri.
Lo specchio d'acqua è vigilato dal vulcano Ciabbì, sul quale si distinguono fumarole.
Essendo relativamente facile da raggiungere per gli scienziati, il lago è il più studiato dei laghi della Rift Valley etiopica. Secondo William Taylor, membro del gruppo di ricerca sui laghi e i fiumi africani dell'Università di Waterloo, il lago Auasa, nonostante la mancanza di uno sbocco, è essenzialmente un lago d'acqua dolce (la conducibilità è variabile ma inferiore a 1000 µS), il che indica che deve avere uno sbocco sotterraneo.
Il lago Auasa è polimorfo, anche se durante la stagione secca si verificano periodi di stratificazione, durante quali vi è una rapida carenza di ossigeno al di sotto del termoclino.

## Fauna
Tra le specie ittiche osservate vi sono: Barbus amphigramma, Clarias gariepinus, Garra dembecha, Labeobarbus intermedius e Oreochromis niloticus.